# Kampozaur
Kampozaur (Camposaurus arizonensis) – dinozaur z grupy celofyzoidów (Coelophysoidea); jego nazwa została nadana na cześć amerykańskiego paleontologa Charlesa Lewisa Campa. Teropod z grupy ceratozaurów.
Żył w okresie późnego triasu (ok. 227-221 mln lat temu) na terenach Ameryki Północnej. Długość ciała ok. 3 m, wysokość ok. 1,2 m, masa ok. 50 kg. Jego szczątki znaleziono w USA (w stanie Arizona).
Opisany na podstawie kości kończyn i innych fragmentów szkieletu. Wykazuje podobieństwa do celofyza i megapnozaura.